# BRDC International Trophy
BRDC International Trophy je závod každoročně pořádaný Klubem britských závodních pilotů (British Racing Drivers' Club - BRDC) na okruhu Silverstone.
První ročník se uskutečnil v roce 1949, v éře vypsané pro vozy Formule 1. Znovu tak navázal na tradici závodů ze třicátých let, které se pořádali na okruhu Brooklands.
V průběhu času si závod získal mezinárodní prestiž, i když nebyl nikdy součástí světového šampionátu, stejně jako závod Race of Champions, který se pořádal na okruhu Brands Hatch.
Od roku 1979, je trofej vypisována jen pro vozy Formule 2 a následně pak pro pokračující sérii Formule 3000.
Od roku 2005 se trofejí muže pyšnit vítěz závodu pro historické vozy Formule 1.

## Výsledky

### Formule 1
| Rok  | Pilot                 | Vůz        | Výsledky |
| ---- | --------------------- | ---------- | -------- |
| 1949 | Alberto Ascari        | Ferrari    | Výsledky |
| 1950 | Giuseppe Farina       | Alfa Romeo | Výsledky |
| 1951 | Reg Parnell           | Ferrari    | Výsledky |
| 1952 | Lance Macklin         | HWM        | Výsledky |
| 1953 | Mike Hawthorn         | Ferrari    | Výsledky |
| 1954 | José Froilan González | Ferrari    | Výsledky |
| 1955 | Peter Collins         | Maserati   | Výsledky |
| 1956 | Stirling Moss         | Vanwall    | Výsledky |
| 1957 | Jean Behra            | BRM        | Výsledky |
| 1958 | Peter Collins         | Ferrari    | Výsledky |
| 1959 | Jack Brabham          | Cooper     | Výsledky |
| 1960 | Innes Ireland         | Lotus      | Výsledky |
| 1961 | Stirling Moss         | Cooper     | Výsledky |
| 1962 | Graham Hill           | BRM        | Výsledky |
| 1963 | Jim Clark             | Lotus      | Výsledky |
| 1964 | Jack Brabham          | Brabham    | Výsledky |
| 1965 | Jackie Stewart        | BRM        | Výsledky |
| 1966 | Jack Brabham          | Brabham    | Výsledky |
| 1967 | Mike Parkes           | Ferrari    | Výsledky |
| 1968 | Denny Hulme           | McLaren    | Výsledky |
| 1969 | Jack Brabham          | Brabham    | Výsledky |
| 1970 | Chris Amon            | March      | Výsledky |
| 1971 | Graham Hill           | Brabham    | Výsledky |
| 1972 | Emerson Fittipaldi    | Lotus      | Výsledky |
| 1973 | Jackie Stewart        | Tyrrell    | Výsledky |
| 1974 | James Hunt            | Hesketh    | Výsledky |
| 1975 | Niki Lauda            | Ferrari    | Výsledky |
| 1976 | James Hunt            | McLaren    | Výsledky |
| 1978 | Keke Rosberg          | Theodore   | Výsledky |

### Formule 2
| Rok  | Pilot          | Vůz     | Výsledky |
| ---- | -------------- | ------- | -------- |
| 1975 | Michel Leclere | March   | Výsledky |
| 1977 | René Arnoux    | Renault | Výsledky |
| 1979 | Eddie Cheever  | Osella  | Výsledky |
| 1980 | Derek Warwick  | Toleman | Výsledky |
| 1981 | Mike Thackwell | Ralt    | Výsledky |
| 1982 | Stefan Bellof  | Maurer  | Výsledky |
| 1983 | Beppe Gabbiani | March   | Výsledky |
| 1984 | Mike Thackwell | Ralt    | Výsledky |

### Formule 3000
| Rok  | Pilot              | Vůz                 | Výsledky |
| ---- | ------------------ | ------------------- | -------- |
| 1985 | Mike Thackwell     | Ralt-Cosworth       | Výsledky |
| 1986 | Pascal Fabre       | Lola-Cosworth       | Výsledky |
| 1987 | Mauricio Gugelmin  | Ralt-Honda          | Výsledky |
| 1988 | Roberto Moreno     | Reynard-Cosworth    | Výsledky |
| 1989 | Thomas Danielsson  | Reynard-Cosworth    | Výsledky |
| 1990 | Allan McNish       | Lola-Mugen Honda    | Výsledky |
| 1992 | Jordi Gené         | Reynard-Mugen Honda | Výsledky |
| 1993 | Gil de Ferran      | Reynard-Cosworth    | Výsledky |
| 1994 | Franck Lagorce     | Reynard-Cosworth    | Výsledky |
| 1995 | Ricardo Rosset     | Reynard-Cosworth    | Výsledky |
| 1996 | Kenny Bräck        | Lola-Zytek          | Výsledky |
| 1997 | Tom Kristensen     | Lola-Zytek          | Výsledky |
| 1998 | Juan Pablo Montoya | Lola-Zytek          | Výsledky |
| 1999 | Nicolas Minassian  | Lola-Zytek          | Výsledky |
| 2000 | Mark Webber        | Lola-Zytek          | Výsledky |
| 2001 | Sébastien Bourdais | Lola-Zytek          | Výsledky |
| 2002 | Tomáš Enge         | Lola-Zytek Judd     | Výsledky |
| 2003 | Björn Wirdheim     | Lola-Zytek Judd     | Výsledky |
| 2004 | Vitantonio Liuzzi  | Lola-Zytek Judd     | Výsledky |